# Rutherfurd Hall
Rutherfurd Hall es una casa histórica ubicada en el municipio de Allamuchy, en el noroeste del estado de Nueva Jersey (Estados Unidos).
La propiedad se agregó como distrito histórico al Registro Nacional de Lugares Históricos el 24 de abril de 2013 por su importancia en la arquitectura y la historia social.

## Historia

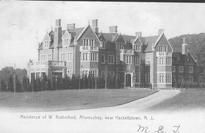
Rutherfurd Hall a principios del.

Rutherfurd Hall era propiedad de los esposos Winthrop Chanler Rutherfurd y Alice Morton Rutherfurd. Después de la muerte de Alice por apendicitis, Rutherfurd se casó con su segunda esposa Lucy Mercer Rutherfurd. La construcción comenzó en 1902 e incluyó una mansión, jardines, cobertizo para botes, playa para nadar, casa de energía hidroeléctrica, campo de golf de 9 hoyos y perreras.
Rutherfurd Hall es una de las últimas grandes propiedades rurales existentes en Nueva Jersey construida a principios del siglo XX, y representa el movimiento de la vida rural que comenzó en Estados Unidos después de la Guerra Civil, cuando los ricos construyeron grandes propiedades en entornos rústicos cerca de las principales ciudades.. Franklin Delano Roosevelt visitó la finca en la década de 1930 para reunirse con Lucy Rutherfurd.
En 1948, la propiedad fue donada a la Congregación de las Hijas de la Divina Caridad, que la utilizó inicialmente como centro de retiro y formación. Conocida como "Villa Madonna" durante este tiempo, las Hijas luego usaron el edificio como casa de reposo para monjas jubiladas. Se agregó un ala adicional a la mansión en 1959.
La aprobación de la Ley de Planificación y Protección del Agua de las Tierras Altas de 2004, que colocó la propiedad en el Área de Preservación altamente restringida para el desarrollo, frustró las esperanzas de la orden religiosa de vender la propiedad a intereses de desarrollo especulativos y entabló una demanda contra el estado de Nueva Jersey. La Ley de las Tierras Altas se mantuvo en la corte, sin embargo, esta acción contenciosa eventualmente cedió al uso de la tierra más apropiado que existe hoy en día, en el que el carácter histórico de la antigua propiedad y la integridad de los recursos naturales de las Tierras Altas se mantienen bajo la propiedad actual y la reutilización adaptativa. de la propiedad.
La propiedad se vendió al estado de Nueva Jersey y al distrito escolar del municipio de Allamuchy en 2007. 
En 2013, el estado de Nueva Jersey le dio 50 000 dólare al distrito escolar para un proyecto de preservación en Rutherfurd Hall.

## Diseño
La mansión fue diseñada por Whitney Warren, y es una estructura de piedra y ladrillo neotudor que ocupa tres pisos, con aproximadamente 38 habitaciones. Se ha ampliado a 50 habitaciones adicionales. Los jardines fueron diseñados por los hermanos Olmsted, con la intención de crear un paisaje pintoresco de "pulcritud simple y bien cuidada".

## Uso actual
Rutherfurd Hall es propiedad y está administrado por el distrito escolar del municipio de Allamuchy, y se utiliza como una instalación cultural y de educación comunitaria. También se alquila para funciones privadas, incluidas hermosas bodas, utilizando el gran interior y el impresionante paisaje. La Fundación Rutherfurd Hall apoya proyectos en el sitio. Se encuentra junto al parque estatal Allamuchy Mountain.